# Búsqueda de la novedad
En psicología, la Búsqueda de la novedad (NS, por las siglas en inglés de Novelty Seeking) es un rasgo de la personalidad asociado con la actividad exploratoria en respuesta a una estimulación novedosa, la impulsividad al decidir, la extravagancia hacia el logro de recompensas, y la pérdida rápida del temperamento, así como la evitación de la frustración.
Se encuentra incluida en el Cuestionario Tridimensional de la Personalidad y en la última versión del Inventario del Carácter y el Temperamento, y está considerada una de las dimensiones temperamentales de la personalidad. Como las otras dimensiones del temperamento, se considera altamente hereditaria. Se supone que una alta NS está relacionada con una baja actividad dopaminérgica.
Según la versión revisada del Inventario del Carácter y el Temperamento (TCI-R), la Búsqueda de la novedad consta de las siguientes cuatro subescalas:
1. Excitabilidad exploratoria (NS1)
2. Impulsividad (NS2)
3. Extravagancia (NS3)[3]
4. Desorden (NS4)

## Relación con otros rasgos de personalidad
Un estudio de investigación descubrió que la Búsqueda de la novedad tiene una relación inversa con otras dimensiones del carácter y el temperamento, particularmente con la evitación del daño y en un nivel más moderado, con la auto-directividad y la auto-trascendencia. La Búsqueda de la novedad está asociada positivamente con el rasgo de la extraversión en el Modelo de los cinco grandes y, a un menor nivel, con la apertura a la experiencia, y se encuentra inversamente asociado con la consciencia. La Búsqueda de la novedad está relacionada positivamente con la impulsividad en la búsqueda de sensaciones del modelo de los "Cinco alternativos" de Zuckerman y con el psicoticismo en el modelo de Eysenck. Cuando la Búsqueda de novedad se define como un proceso de decisión (por ej. en términos de desestimar una opción familiar en favor de explorar una opción novedosa), la dopamina es la causante directa de incrementar el comportamiento de la Búsqueda de novedad. Específicamente, el bloqueo del transportador de dopamina, que causa un aumento en los niveles de dopamina extracelular, aumenta la propensión de los monos para seleccionar algo novedoso en vez de opciones que les son ya familiares.

## Causas

### Genética
A pesar de que las causas exactas del comportamiento de la Búsqueda de novedad son desconocidos, pueden estar relacionadas con la genética. Estudios científicos han encontrado un área del receptor de dopamina D4 del gen en el cromosoma 11, que está caracterizada por varios repeticiones de una secuencia de base particular. Los estudios múltiples han identificado una relación con la genética, en particular una investigación conducida por el Dr. Benjamin y sus colegas, en la cual los individuos que tenían los alelos más largos de este gen tenían una mayor propensión a la Búsqueda de la Novedad que los individuos que tenían el alelo más corto. En otro estudio relacionado con este gen y el riesgo financiero, el Dr. Dreber y sus colegas encontraron una correlación entre el aumento del riesgo a tomar y el gen DRD4 en machos jóvenes. A pesar de que hay estudios que defienden la relación entre la NS y la actividad dopaminérgica vía DRD4, hay también estudios que no muestran una fuerte correlación entre ambos aspectos. Son precisos más estudios científicos para comprobar la importancia de DRD4 en la Búsqueda de la novedad.

### Dopamina
Además de un potencial componente hereditario, los comportamientos de la Búsqueda de la novedad están relacionados con la modulación de la dopamina. El efecto global de la dopamina cuando se encuentra expuesta a nuevos estímulos es una liberación de masa del neurotransmisor en sistemas de recompensa del cerebro incluyendo la vía mesolímbica. La vía mesolímbica se encuentra activa en todos las clases de adicción y está asociada con el refuerzo. Debido a esta activación en el cerebro, la NS ha sido enlazada a los desórdenes de la personalidad así como al abuso de sustancias y otros comportamientos adictivos. Los receptores DRD4 son altamente influyentes en áreas del sistema límbico, asociado con la emoción y la cognición.

### Edad
Es importante prestar atención a la edad del individuo con Búsqueda de la Novedad. Este comportamiento disminuirá con tiempo, especialmente a medida que los cerebros de adolescentes y jóvenes finalizan su desarrollo. Se necesita realizar una mayor cantidad de estudios para identificar los factores de variación, incluyendo género, etnicidad, temperamento y entorno.